# نظام كتابة أمازيغي

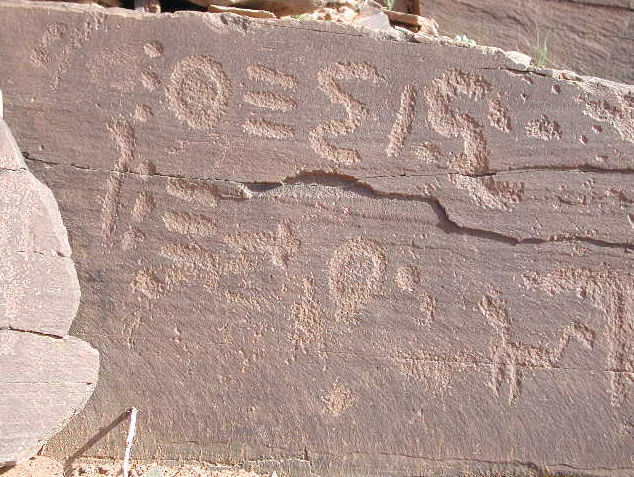
نقوش أمازيغية قديمة في زاكورة، المغرب

قواعد الإملاء الأمازيغية هي أنظمة الكتابة المستخدمة في تدوين اللغات الأمازيغية .
في العصور القديمة، كان الخط الليبي-البربري (الأمازيغي القديم) يستخدم لكتابة اللغات الأمازيغية. تم العثور على نصوص مبكرة في الفن الصخري وفي مختلف الشواهد والقبور بهذا الخط. واستمر استخدامه في شكل تيفيناغ، حتى يومنا هذا بين شعب الطوارق.
بعد انتشار الإسلام، استخدم بعض علماء الأمازيغ الخط العربي. وباستثناء الطوارق، أصبح الخط العربي الشكل السائد في نظام كتابة الأمازيغ.
تم تطوير الأبجدية الأمازيغية اللاتينية بعد إدخال النص اللاتيني في القرن التاسع عشر من قبل الغرب. شهد القرن التاسع عشر أيضًا تطوير نظام كتابة التيفيناغ الجديد، وهو تعديل لنظام التيفيناغ لدى الطوارق لاستخدامه مع اللغات الأمازيغية الأخرى.
يوجد الآن ثلاثة أنظمة كتابة معروفة للغات الأمازيغية: تيفيناغ، والخط العربي، والأبجدية اللاتينية الأمازيغية. لدى المجموعات البشرية المختلفة في شمال إفريقيا تفضيلات مختلفة لنظام الكتابة غالبًا ما تكون مدفوعة بالأيديولوجيا والسياسة. باستثناء نص واحد مكتوب بالأبجدية العبرية المربعة، لا توجد أنظمة أخرى معروفة باستخدامها لكتابة اللغة الأمازيغية.

## تيفيناغ

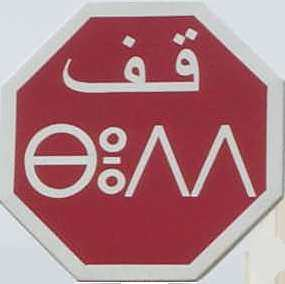
لافتة توقف ثنائية اللغة نصبت في الناظور.

تيفيناغ هي نسخة مُعاد إحيائها من النص الأبجدي الموجود في النقوش التاريخية، هو نظام الكتابة الرسمي للأمازيغية في المغرب. تم جعل النص رسميًا بظهير الملك محمد السادس، بناءً على توصية من المعهد الملكي للثقافة الأمازيغية. تم الاعتراف به في معيار الترميز الموحد في يونيو 2004.
تم اختيار تيفيناغ لتكون رسمية بعد النظر في وحدتها (صوت واحد لكل رمز، مما يسمح بالتنوع الإقليمي ) بشكل ملحوظ. يتجنب تيفيناغ الدلالات الثقافية السلبية للنصوص اللاتينية والعربية.
يفضل الشباب تيفيناغ كرمز للهوية ويحظى بتأييد شعبي. كما تم انتقادها من جهة أخرى لعدم كونها عملية للتنفيذ، وليست أصيلة من الناحية التاريخية. بعد إعلان تيفيناغ مباشرة، تم وضع لافتات طريق في مدينة الناظور الريفية بالعربية وتيفيناغ، ولكن تم إزالتها من قبل قوات الأمن في منتصف الليل بعد فترة وجيزة.
اعتقلت الدولة المغربية وسجنت الأشخاص الذين يستخدمون هذه الأبجدية خلال الثمانينيات والتسعينيات، ولكن يعتبر المغرب الآن هو البلد الوحيد الذي تتمتع فيه تيفيناغ بوضع رسمي.

## عربي

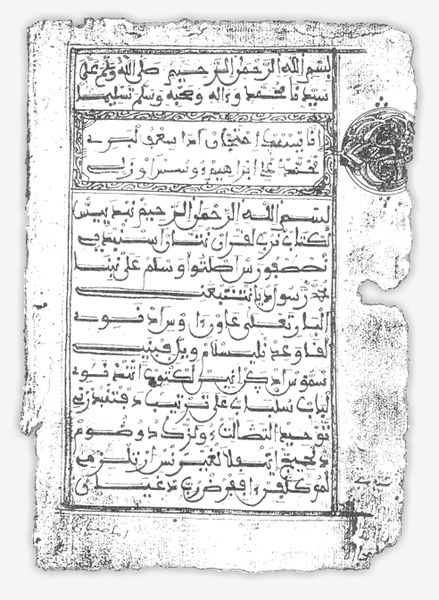
الصفحة الأولى من كتاب محمد أوزال، القرن الثامن عشر.

تتم كتابة بعض الصحف والمنشورات والمجلات الأمازيغية بالخط العربي، على الرغم من تفضيل الأبجدية اللاتينية والتيفيناغ. فرضت سياسات بعض دول شمال إفريقيا النص العربي على نصوص أخرى اقترحتها الجماعات الأمازيغية. ومع ذلك، يتجنب أغلب النشطاء الكتابة بالأبجدية العربية التي لا تحظى بشعبية بين الأمازيغ الذين يعتقدون أنها تدل على آراء حكومات شمال إفريقيا القومية العربية.
الطريقة التي كُتبت بها تشلحيت بالخط العربي خلال القرون الماضية متسقة للغاية، لدرجة أنه من الممكن الحديث عن "قواعد إملاء تقليدية". ظلت قواعد الإملاء هذه دون تغيير تقريبًا منذ نهاية القرن السادس عشر على الأقل، ولا تزال مستخدمة حتى اليوم في دوائر علماء الإسلام التقليديين.
الخط المغربي  هو المستخدم دائما في كتابة الأمازيغية. السمات المميزة للخط المغربي هي اختلاف تأشير الفاتح والقاف. يمكن تمثيل الشدة برمز على شكل حرف V.
في قواعد الإملاء لتشلحيت ما قبل الحداثة، تمت إضافة حرفين إضافيين إلى الأبجدية لتمثيل الحروف الساكنة غير الممثلة بالأبجدية العربية القياسية مثل الكاف بثلاث نقاط ݣ، والضاد بثلاث نقاط ڞ (يمكن أيضًا إضافة النقاط أسفل الحرف).

## لاتيني

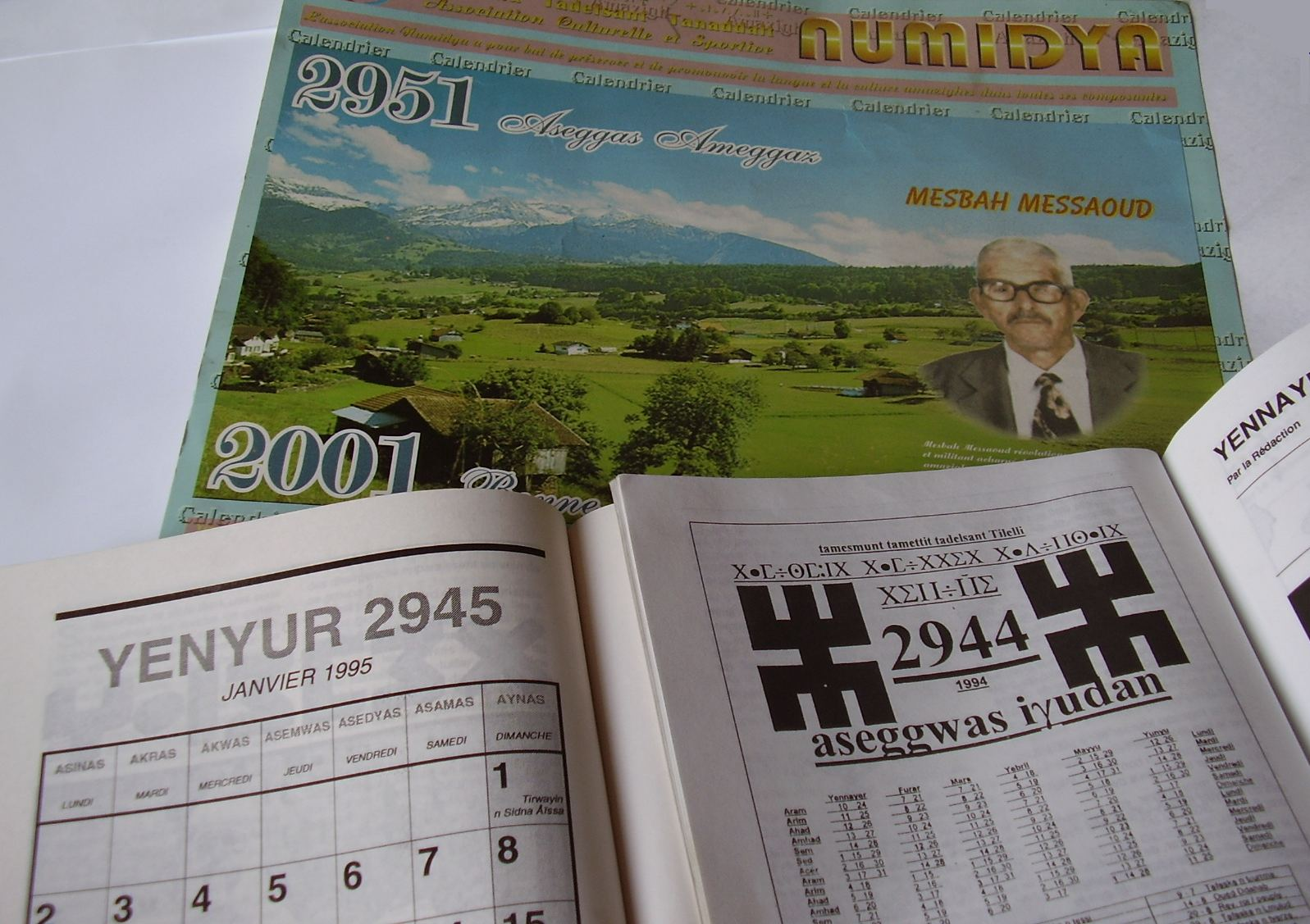
تقويم كتب باستخدام الأبجدية اللاتينية الأمازيغية

تعود أصول النص اللاتيني الأمازيغي إلى الاستعمار الفرنسي. وجد المبشرون واللغويون الفرنسيون أن النص العربي غير مريح في كتابة اللغات الأمازيغية، لذلك قاموا بتكييف الأبجدية اللاتينية مع مختلف اللغات الأمازيغية وكذلك اللهجات العربية العامية. في حين الداعمين للنص بالأبجدية العربية كان عائقا أمام تبني أوسع للنص اللاتيني، إلا أنه رغم ذلك استحوذ على الأقلية التي تلقت تعليمها في فرنسا، وخاصة من الجزائريين. 
منذ الاستقلال، تم تفضيل الأبجدية اللاتينية الأمازيغية إلى حد كبير من قبل المثقفين، لا سيما في منطقة القبائل. تم إنشاء نسخة معيارية للغة القبائل في عام 1970، و بعدها لمعظم اللهجات الأمازيغية الشمالية الأخرى. 
تم تفضيل الأبجدية اللاتينية بين اللغويين والباحثين الأمازيغ بالجزائر، فأصبح لديها قدر كبير من الكتابات الراسخة، بما في ذلك الصحف والمنشورات والمجلات. تمت كتابة الغالبية العظمى من الأطروحات حول الأمازيغ في المغرب والجزائر باستخدام الأبجدية اللاتينية. يعتبر استخدام الأبجدية اللاتينية للأمازيغ أكثر شيوعًا في الجزائر منه في المغرب.
قواعد الإملاء المستخدمة في معظم الأعمال المطبوعة الحديثة باللاتينية الأمازيغية هي من إنشاء المعهد الوطني للغات والحضارات الشرقية (INALCO)، المصمم للتعبير عن الأصوات. إلا أنه لا تزال توجد أنظمة أقدم من الحقبة الاستعمارية الفرنسية. أظهر النظام الاستعماري القديم تأثيرًا ملحوظًا من الفرنسية، على سبيل المثال الكتابة ‎/u, w/‏ ⟨ou⟩ و ‎/sˤ/‏ as ⟨ç⟩ وكان غير متسق في تمييز العديد من الأصوات الأمازيغية، على سبيل المثال كتابة ‎/ʕ/‏ كحرف متداخل حرف العلة، وغالبًا ما يترك التأكيدات بدون علامات.

## فهرس
- Abdel-Massih، Ernest T. (1971). A Course in Spoken Tamazight. Ann Arbor: University of Michigan. ISBN:0-932098-04-5.
- Boogert, N. van den (1989). "Some notes on Maghribi script" (PDF). Manuscripts of the Middle East. ج. 4: 30–43. مؤرشف من الأصل (PDF) في 2023-05-24.
- Boogert, N. van den (1997). The Berber Literary Tradition of the Sous. With an edition and translation of "The Ocean of Tears" by Muḥammad Awzal (d. 1749). De Goeje Fund, Vol. XXVII. Leiden: NINO. ISBN:90-6258-971-5.
- Boogert, N. van den (2000). "Medieval Berber orthography". في Chaker, S.؛ Zaborski, A. (المحررون). Etudes berères et chamito-sémitiques, Mélanges offerts à Karl-G. Prasse. Paris and Louvain: Peeters. ص. 357–377. ISBN:978-90-429-0826-0.
- Ben-Layashi، Samir (2007). "Secularism in the Moroccan Amazigh Discourse" (PDF). روتليدج (دار نشر). ج. 12 ع. 2: 153–171. DOI:10.1080/13629380701201741. ISSN:1362-9387. مؤرشف من الأصل (PDF) في 2010-09-23. اطلع عليه بتاريخ 2009-12-19.
- Brenzinger، Matthias (2007). Language Diversity Endangered. Berlin: Mouton de Gruyter. ISBN:978-3-11-017049-8.
- (بالفرنسية). {{استشهاد بمنشورات مؤتمر}}: الوسيط |title= غير موجود أو فارغ (help)صيانة الاستشهاد: url-status (link)
- El Aissati، Abderrahman (2001). "Ethnic identity, language shift and The Amazigh voice in Morocco and Algeria" (PDF). Race, Gender & Class. ج. 8 ع. 3. مؤرشف من الأصل (PDF) في 2020-12-17. اطلع عليه بتاريخ 2009-12-20.
- Prasse, Karl G. (2000). Études berbères et chamito-sémitiques: mélanges offerts à Karl-G. Prasse (بالفرنسية). ISBN:90-429-0826-2.
- Souag، Lameen (2004). "Writing Berber Languages: a quick summary". L. Souag. مؤرشف من الأصل في 2005-07-30. اطلع عليه بتاريخ 2009-12-04.